# 高田三九三
高田 三九三（たかだ さくぞう、1906年12月18日 - 2001年1月29日）は、日本の作詞家である。

## 人物
東京都出身。明治39年生まれの三男だから「三九三」と名付けられた。東京外国語学校（現東京外国語大学）仏文科卒業。マンドローネ奏者。大使館勤務の経験あり。戦後は日本交通公社に勤務。欧米の民謡の訳詞でも知られる。晩年には全日本児童音楽協会会長を務めた。2001年1月29日、心不全で94歳にて死去。

## 主な作品

### 作詞
海沼實作曲の曲などでの作詞がある。
- 虹の橋
- 花屋さん
- れんげのお花
- うさぎがはねてる
- かかしのねがいごと
- 胸をはって歌いましょう

### 訳詞
アメリカ、イギリス、フランスなどの民謡、クリスマス・キャロル等の訳詞を手がけている。
- 十人のインディアン（アメリカ民謡）
- メリーさんのひつじ[5]（アメリカ民謡）
- ロンドン橋（イギリス民謡）
- すいかの名産地（アメリカ民謡）
- たんぼの中の一軒家（アメリカ民謡）
- 婚礼の合唱（ワーグナー）[5]
- さちあれ芸術の館（ワーグナー）[5]
- ストドラ・パンバ[5]
- 翼あらば（マックス・レーガー）[5]
- 春には花咲き（マックス・レーガー）[5]
- 牧人の合唱（シューベルト）[5]
- ジングル・ベル
- 光れよお星（きらきら星）（フランス民謡）
- おめでとうたんじょうび

## 書物
- 著『子供のうた: 童謡集』（1936年）シャボン玉社 doi:10.11501/1720397
- 編著『日本民謡曲集』（1954年）共同音楽出版社 doi:10.11501/2490374
- 編『童謡唱歌200曲集』上下巻（1954年）共同音楽出版社 上巻doi:10.11501/2483293 下巻doi:10.11501/2531627
- 著『旅と憩いのうたの手帖』（1956年）共同音楽出版社 doi:10.11501/2481084
- 編著『校歌寮歌全集 : 旧制高校・専門学校・各大学』（1956年）共同音楽出版社 doi:10.11501/2481083
- 編『世界の国歌集』（1956年）共同音楽出版社 doi:10.11501/2490298
- 大川八朗との共編『世界の歌122曲集』（1958年）東京楽譜出版社 doi:10.11501/2485447
- 松田務との共著『民踊の旅』新興出版社（1963年） doi:10.11501/9544295
- 編著『世界の国歌全集 - 一八八カ国』共同音楽出版社（1977年） ISBN 978-4873906225
- 著『新緑 : 日・英・仏語句集』夜明社（1983年） doi:10.11501/12559729
- 著『新涼 : 日・英・仏語句集』夜明社（1985年） doi:10.11501/12559728
- 著『「君が代」と世界の国歌』昭和出版（1991年） ISBN 978-4879858085
- 廣瀬泣麻呂著、高田三九三英訳『Two Sides of a Life - Nakimaro's Haiku Poems』Japan League of Poets（日本詩人連盟、1984年）